# Creones

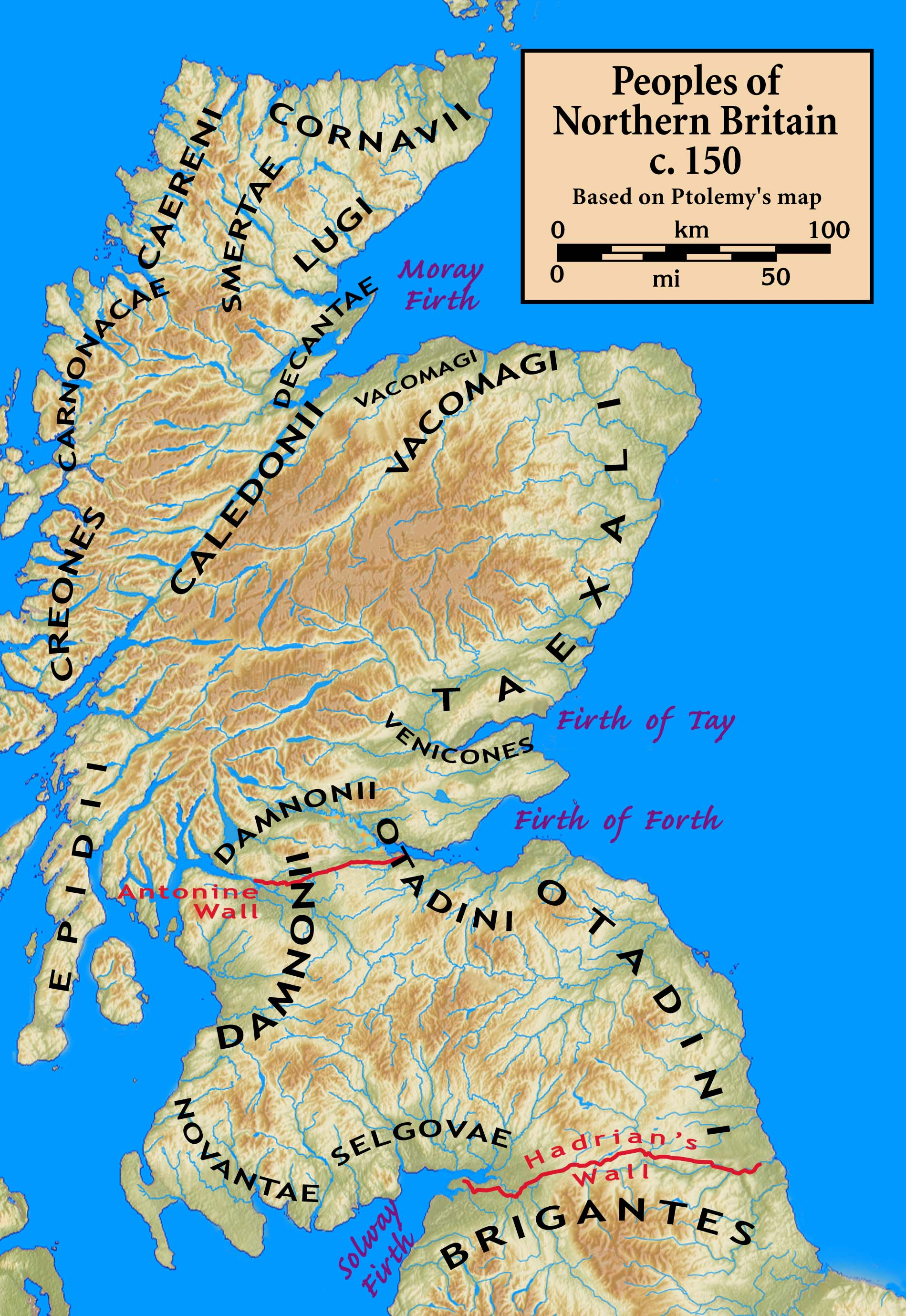
Mapa de ubicación del pueblo Creones.

Los Creones eran un grupo tribal de la antigua Britania, conocidos por una única mención del geógrafo Claudio Ptolomeo. De su descripción en relación con tribus y emplazamientos vecinos, su territorio estaba localizado en la costa occidental de Escocia, al sur de la Isla de Skye y al norte de la Isla de Mull, pero se desconoce el nombre de aldeas o ciudades principales.